# Neuhausen am Rheinfall
Neuhausen am Rheinfall (toponimo tedesco; fino al 1938 Neuhausen) è un comune svizzero di 10 316 abitanti del Canton Sciaffusa. È stato istituito nel 1831 per scorporo dal comune di Sciaffusa; ha lo status di città.

## Monumenti e luoghi d'interesse

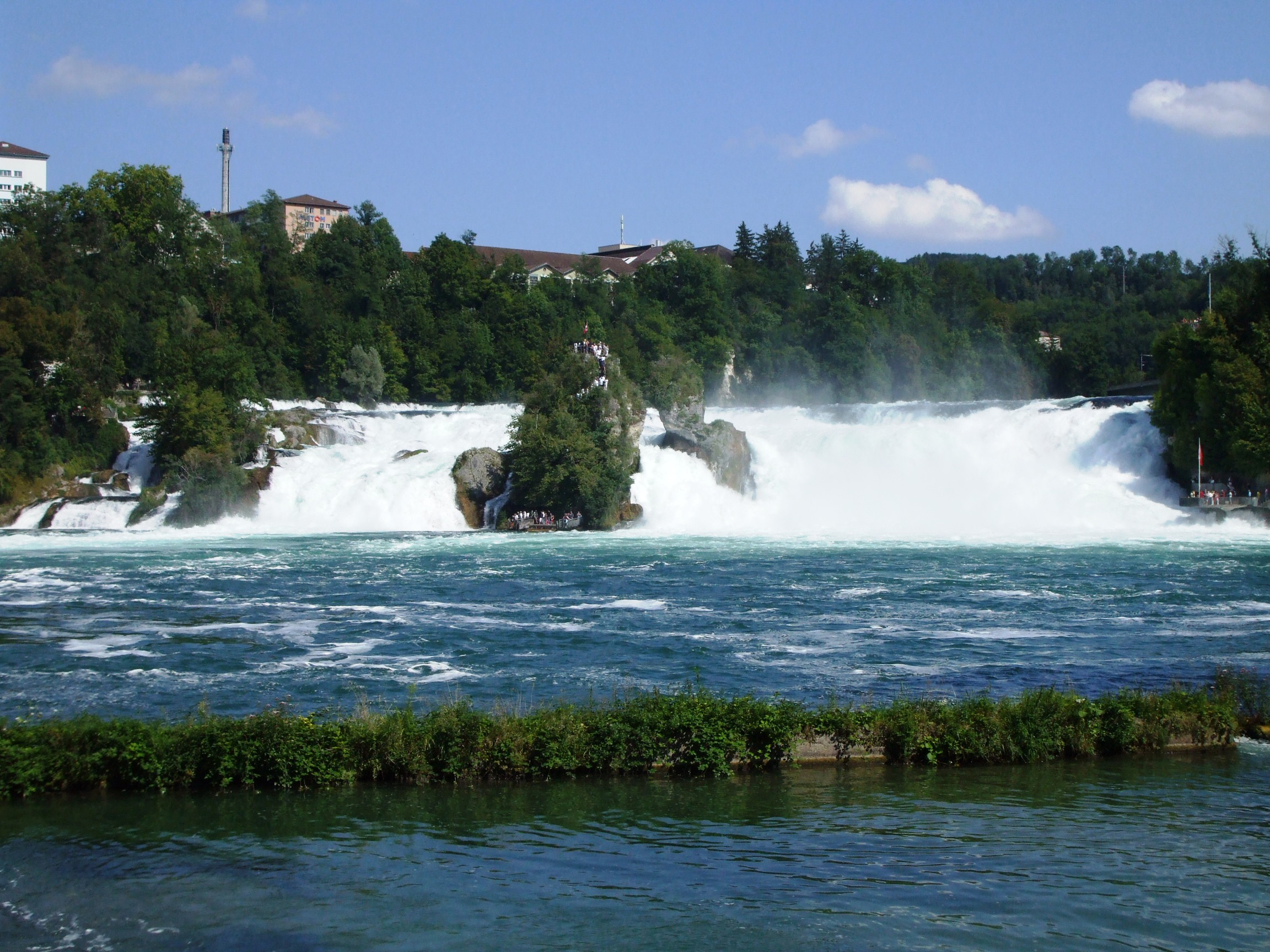
Le cascate del Reno

- Cascate del Reno

## Infrastrutture e trasporti
Neuhausen am Rheinfall è servito dalle stazioni di Neuhausen sulla ferrovia Winterthur-Sciaffusa, di Neuhausen Rheinfall sulla ferrovia Eglisau-Neuhausen e di Neuhausen Bad sulla ferrovia dell'Alto Reno.
Il comune è inoltre servito dalla rete filoviaria di Sciaffusa.